# Ожак (Гар)
Ожак (фр. Aujac) насеље је и општина у јужној Француској у региону Лангдок-Русијон, у департману Гар која припада префектури Алес.
По подацима из 2011. године у општини је живело 183 становника, а густина насељености је износила 11,11 становника/km². Општина се простире на површини од 16,47 km². Налази се на средњој надморској висини од 500 метара (максималној 940 m, а минималној 256 m).

## Демографија
| 1962. | 1968. | 1975. | 1982. | 1990. | 1999. | 2011. |
| ----- | ----- | ----- | ----- | ----- | ----- | ----- |
| 128   | 158   | 135   | 148   | 154   | 166   | 183   |

График промене броја становника у току последњих година